# Д’Обюссон, Роберто
Робе́рто д’Обюссо́н Аррие́та (исп. Roberto d'Aubuisson Arrieta; 23 августа 1944 — 20 февраля 1992) — сальвадорский военный и ультраправый политик, лидер антикоммунистических сил в гражданской войне 1980-х. Организатор и руководитель «эскадронов смерти». Основатель партии Националистический республиканский альянс. В 1982 году — председатель Конституционной ассамблеи Сальвадора.

## Происхождение. Служба и взгляды
Родился в семье коммерсанта французского происхождения Роберто д’Обюссона Андраде и государственной чиновницы чилийского происхождения Хоакины Арриеты Альварадо. С детства отличался резким конфликтным характером. После неудачной попытки получить юридическое образование (по типу личности был признан непригодным к профессии адвоката) в 1960 году поступил в Военную школу.
В 1963 году лейтенант д’Обюссон был определён на службу в Национальную гвардию. В 1966—1976 специализировался на контрповстанческих операциях. Участвовал в Футбольной войне с Гондурасом 1969 года. Стажировался в полицейской академии Нью-Йорка, обучался на специальных курсах антипартизанских операций в Уругвае и на Тайване, прошёл курс в Школе Америк.
Роберто д’Обюссон отличался ультраправыми политическими взглядами, был крайним антикоммунистом. Особенности его личности — цельность и жёсткость характера, прямолинейность, энергичная активность — придавали идеологическому фанатизму заряд особой ярости. Он считал «коммунизмом» любую социально ориентированную позицию, будь то требование аграрной реформы, повышения зарплаты или создание профсоюза.

## Офицер сальвадорской армии. Национальная гвардия и военная разведка
По возвращении в Сальвадор он создал при штабе армии отдел разведки G-2 с целью выявления и ликвидации деятелей левой оппозиции. Служил под началом генерала Хосе Альберто Медрано — идеолога и стратега сальвадорского правого радикализма, основателя Национал-демократической организации (ORDEN). Несколько лет майор д’Обюссон возглавлял военно-разведывательную службу Агентство национальной безопасности Сальвадора (ANSESAL). Генерал Медрано открыто называл майора д’Обюссона одним из своих «доверенных убийц».
В 1975 году, являясь офицером разведки генеральном штаба, он основал ультраправую военизированную организацию Союз белых воинов. Главным объектам террора со стороны этой группировки являлись иезуиты и левоориентированные католические священники, которых д’Обюссон считал пособниками коммунистов (для него вообще был характерен антиклерикальный настрой, связанный с ориентацией на французскую политическую культуру). Режим генерала Карлоса Умберто Ромеро д’Обюссон полагал недостаточно твёрдым, выступал за ужесточение правительственного курса. Несмотря на радикализм, позиция д’Обюссона находила отклик в состоятельных слоях населения страны. Майор выступал своеобразным связующим звеном между влиятельными военными, ультраправыми активистами и богатыми землевладельцами. Он организовывал деловые встречи и поступление денежных взносов для эскадронов смерти.

## Политик гражданской войны. «Эскадроны смерти» и ARENA

### Организатор боевиков
15 октября 1979 года в Сальвадоре произошёл государственный переворот. Генерал Ромеро был отстранён от должности. К власти пришла «военно-гражданская» Революционная правительственная хунта (Junta Revolucionaria de Gobierno). Новый режим провозгласил программу реформ, близкую христианским демократам. Для правого радикала д’Обюссона эти силы были однозначно враждебны.
Усиленно вооружившись (пистолет браунинг, пистолет-пулемёт Uzi, две гранаты М67), несколько дней Роберто д’Обюссон тайно передвигался по Сан-Сальвадору на белом автомобиле Volkswagen. Скрывался у знакомых, ночевал в скромных отелях. Он постоянно ожидал нападения и попытки убийства — либо от агентов правящей хунты, либо от марксистских боевиков Хоакина Вильялобоса. С помощью генерала Медрано он, соблюдая строгую конспирацию, вышел на связь с Альфредо Мена Лагосом — руководителем неофашистской группировки Сальвадорское националистическое движение (MNS). С помощью богатых и влиятельных активистов MNS д’Обюссону удалось легализоваться и возобновить военно-политическую активность.
Роберто д’Обюссон считал, что программа правящей хунты содержит недопустимые уступки левым силам (особенно на фоне Сандинистской революции в Никарагуа). 31 октября 1979 года он уволился из армии в звании майора, забрав базу данных военной разведки, и возглавил «эскадроны смерти». В 1980 году д’Обюссон организовал Национальный широкий фронт (FAN) и активно занялся правоэкстремистской политикой. Вместе с генералом Медрано он возглавлял сальвадорское отделение Секретной антикоммунистической армии. Д’Обюссон известен, помимо прочего, как автор формулы «Мир за счет 100 тысяч мертвецов», обозначавшей готовность пойти на какие угодно преступления, лишь бы не допустить социальных преобразований.
Широкий резонанс имели выступления Роберто д’Обюссона по сальвадорскому телевидению, изменившие общественную атмосферу в праворадикальном ключе. Отмечалось, что эти выступления звучали как приказы о политических убийствах. Так, в 1980 году ультраправые боевики застрелили генерального прокурора Сальвадора христианского демократа Марио Замору Риваса. Это преступление было отнесено на счёт д’Обюссона. Убийству предшествовала жёсткая критика Заморы Риваса в телевыступлении д’Обюссона.
Роберто д’Обюссон считается организатором убийства архиепископа Сан-Сальвадора Оскара Арнульфо Ромеро, хотя формальные доказательства так и не были сформулированы. Ультраправые рассматривали архиепископа как главного проводника коммунистического влияния в стране. Ромеро был убит 24 марта 1980 года.
7 мая 1980 года Роберто д’Обюссон с группой сторонников был арестован на ферме Сан-Луис (близ Санта-Теклы) по подозрению в убийстве Ромеро и подготовке государственного переворота. Члены FAN и его женской организации FFS устроили серию уличных акций за освобождение арестованных — в частности, массовый протестный пикет у дома американского посла (администрация Джимми Картера рассматривалась ультраправыми как политический противник). Вскоре их освободили за недостатком улик. На некоторое время д’Обюссон эмигрировал в Гватемалу, где поддерживал тесный контакт с Движением национального освобождения (MLN) Марио Сандоваля Аларкона и группами никарагуанских контрас. Из-за границы продолжал руководить «эскадронами смерти» в Сальвадоре. Возвратился на родину в 1981 году.

### Основатель партии

#### Создание АРЕНА
30 сентября 1981 года по инициативе Роберто д’Обюссона была создана партия Националистический республиканский альянс (ARENA). Его ближайшими помощниками выступили аграрные предприниматели Глория Сальгеро Гросс и Рикардо Вальдивьесо. Важную организационно-политическую помощь оказали также гватемальские союзники из MLN.
Прежде всего д’Обюссона поддерживали состоятельные слои населения — землевладельцы, предприниматели, офицеры, чиновники — выступавшие против перераспределительных реформ и обеспокоенные марксистским повстанчеством. Однако ARENA быстро завоевал сильные позиции в мелкобуржуазных массах, особенно в зажиточном крестьянстве, и стал центром притяжения для всех крайне правых антикоммунистов в условиях гражданской войны с ФНОФМ. Этому способствовало выдвижение сплачивающих национал-патриотических лозунгов: Primero El Salvador, segundo El Salvador, tercero El Salvador! (Сальвадор — во-первых, во-вторых и в-третьих!). Партия позиционировалась как сила «национального спасения от коммунизма». В то же время ARENA под руководством д’Обюссона однозначно воспринималась как ультраправая партия «эскадронов смерти».
Роберто д’Обюссон лично разрабатывал даже партийную символику — белый крест с аббревиатурой ARENA на сине-бело-красном поле (раскраска под французский флаг символизирует принципы либерализма (в версии ВФР), крест — верность национальным и христианским (особенно католическим) традициям) и гимн Libertad se escribe con sangre — Свобода пишется кровью (¡Patria sí, comunismo no! El Salvador será la tumba donde los rojos terminarán — Родине — да, коммунизму — нет! Сальвадор станет могилой, где красным наступит конец).

Его страстная антикоммунистическая риторика, его манера одеваться в джинсы и юношескую куртку привлекали молодёжь и женщин.

Личную харизму д’Обюссона противники приравнивали к «политической мистике».

#### Структура АРЕНА
Партийное руководство в основном совпадало с командованием «эскадронов смерти». Исключение в этом плане составляли некоторые предприниматели типа Глории Сальгеро Гросс и Альфредо Кристиани. Ячейки АРЕНА в сельской местности создавали активисты ORDEN, в городах — праворадикально настроенные представители буржуазии, среднего класса и интеллигенции.
Видную роль в партийном руководстве играли капитан Эдуардо Альфонсо Авила и майор Роберто Маурисио Штабен — давние соратники д’Обюссона по армейской службе и «Союзу белых воинов». Активистом АРЕНА был подполковник Хорхе Адальберто Крус, командир батальона сальвадорской армии «Рональд Рейган», действовавшего в департаменте Морасан.
В партии действовала собственная силовая структура под руководством Эктора Антонио Регаладо — врача-стоматолога и инструктора по стрельбе, подчинённого непосредственно д’Обюссону. Эктор Антонио Регаладо (известный как Доктор Эктор или Доктор Смерть) ранее командовал террористической группировкой Вооружённые силы Регаладо, а в 1989 был идентифицирован как исполнитель убийства архиепископа Ромеро. «Эскадроны АРЕНА» структурировались как конспиративные группы численностью в 10—20 человек и поддерживали тесный контакт с армейским командованием и полицейским начальством. Регаладо возглавлял также личную охрану д’Обюссона. Формирования Регаладо в значительной степени комплектовались из криминализированной молодёжи, отличались военизированной дисциплиной и жёсткими криминальными понятиями.
Важную роль в руководстве «эскадронами смерти» играл гражданский ультраправый активист Марио Редаэлли, одно время считавшийся в АРЕНА «человеком номер два». Финансирование организовывал менеджер Константино Рампоне, также близкий к командованию «эскадронов». Оперативные контакты партийных боевиков с государственными силовыми структурами осуществлял активист MNS Эрнесто Панама Сандоваль. Иной тип политика, непосредственно не связанный с насилием, являли собой личный секретарь и юрисконсульт д’Обюссона Армандо Кальдерон Соль (будущий президент Сальвадора) и его сестра Милена Кальдерон Соль (будущая алькальд Санта-Аны). Брат курировал в партии правовые вопросы, сестра — финансовые.
Католическое духовенство представлял в АРЕНА священник Фреди Дельгадо. Предполагается, что он консультировал д’Обюссона и его боевиков по ситуации в церкви, в том числе называл имена подлежащих ликвидации.
Ближайшим личным другом и главным соратником Роберто д’Обюссона являлся Фернандо Сагрера, известный под прозвищем Эль-Негро (Чёрный). Этот человек — окончивший американскую Военную академию Джорджии, по профессии пилот сельскохозяйственной авиации, мало интересовавшийся политикой — всячески дистанцировался от публичности. Его имя не значилось среди основателей и руководителей АРЕНА. Однако именно Сагрера выполнял наиболее конфиденциальные поручения д’Обюссона, курировал важнейшие связи, организационную деятельность и осуществлял оперативную координацию «эскадронов смерти».

#### Политика АРЕНА
Боевиками д’Обюссона был совершён ряд нападений и терактов, количество убитых ультраправыми боевиками исчислялось в тысячах. Врагами АРЕНА были не только партизаны ФНОФМ, коммунисты, левые активисты, но также Христианско-демократическая партия (ХДП), либералы и приверженцы «теологии освобождения». Все они рассматривались как военные противники АРЕНА, подвергались боевым и террористическим атакам. Д’Обюссон и его сподвижники открыто заявляли, что христианские демократы для них не отличаются от коммунистов.

Коммунисты — это все, кто прямо или косвенно помогает советской экспансии.

Роберто д’Обюссон

28 марта 1982 года состоялись выборы в Конституционную ассамблею Сальвадора. Предвыборная кампания основывалась на призывах к искоренению коммунистической опасности. Д’Обюссон обещал уничтожить повстанцев ФНОФМ в течение трёх месяцев, его партия публично настаивала на применении напалма.ARENA получил почти 30 % и сформировал вторую по численности фракцию. Роберто д’Обюссон был избран председателем Конституционной ассамблеи. Эктор Антонио Регаладо стал начальником секьюрити. Высший законодательный орган был превращён в центральный штаб «эскадронов смерти». Официальные выступления д’Обюссона носили крайне агрессивный характер, он явно позиционировался как состоявшийся глава государства. Широкий резонанс вызвало его обещание «выжечь напалмом» партизан ФНОФМ. В то же время д’Обюссон, считавшийся категорическим противником аграрной реформы, фактически не препятствовал её проведению, осознавая социальные реалии.
Роберто д’Обюссон выступал как видная фигура мирового антикоммунизма. Партия ARENA являлась активным членом ВАКЛ. Ближайшими зарубежными союзниками являлись гватемальские MLN и Mano Blanca, представители аргентинской хунты, тайваньского Гоминьдана и французские неофашисты ОАС.
В 1982 и 1984 годах Роберто д’Обюссон выдвигал свою кандидатуру в президенты Сальвадора. Однако в первом случае Конституционная ассамблея избрала временным главой государства банкира Альваро Маганью, во втором победу на всеобщих выборах одержал представитель ХДП Хосе Наполеон Дуарте (д’Обюссон собрал 46,4 % голосов).

### Конфликты с американцами
Категорически против президентской кандидатуры д’Обюссона высказывались Госдепартамент и посольство США в Сальвадоре. Администрация Рональда Рейгана предупредила, что прекратит военную помощь Сальвадору, если президентом станет д’Обюссон. Помощник президента Рейгана по национальной безопасности Ричард Аллен характеризовал д’Обюссона как человека «эгоцентричного, дерзкого и, возможно, психически неуравновешенного». Поддерживая правые сальвадорские власти против левых повстанцев ФНОФМ, США старались дистанцироваться от ультраправых эксцессов. За это майор д’Обюссон резко критиковал американскую политику, в том числе деятельность ЦРУ.

Для Соединённых Штатов Роберто д’Обюссон олицетворял хаос. Но и для него Соединённые Штаты являли собой непорядок. Он ведь был сальвадорским националистом.

Терри Карл, профессор Стэнфордского университета

Д’Обюссон подозревался в подготовке покушения на американского посла Томаса Пикеринга, позицию которого считал объективно выгодной ФНОФМ. Известный американский дипломат Роберт Уайт, бывший посол США в Сальвадоре, квалифицировал д’Обюссона как «патологического убийцу». Впоследствии преемник Уайта Дин Хинтон называл д’Обюссона «умным человеком и динамичным лидером», но при этом высказывал ряд существенных оговорок. Американские представители в Сальвадоре дали д’Обюссону прозвище Blowtorch Bob — Боб Паяльная лампа — за жестокость на допросах.

Администрация Рейгана поддерживает правительство Сальвадора в его усилиях по преследованию Роберто д’Обюссона, которого президент Хосе Наполеон Дуарте обвинил в причастности к убийству римско-католического архиепископа. Американские официальные лица говорят, Соединённые Штаты выступают против политического насилия. Но есть более глубокий фактор: г-н д’Обюссон является продуктом старой сальвадорской системы безопасности, установленной при помощи США. Сильная американская оппозиция д’Обюссону, похоже, означает признание ошибочности прежней поддержки репрессий.

В то же время, отношение правых кругов США иногда отличалось от официальной позиции. Среди финансистов д’Обюссона и его «эскадронов» замечалась американская консалтинговая компания Bain, связанная с Миттом Ромни.

## Снижение политической активности. Кончина
С середины 1980-х угроза военной победы ФНОФМ и установления коммунистического режима в Сальвадоре сделалась маловероятной. В 1985 году Роберто д’Обюссон стал почётным председателем ARENA. Обвинения в убийстве архиепископа Ромеро он отвергал, заявляя, что свидетели лгут. Упрекал США в ослаблении политической воли, призывал сальвадорскую армию продолжать «патриотическую войну против коммунизма».
Практическое руководство ARENA перешло к более умеренным политикам во главе с Альфредо Кристиани. Политический курс и риторика партии эволюционировали от ультраправого радикализма к правому консерватизму. Это укрепило позиции партии — в 1989 году Кристиани был избран президентом, было достигнуто соглашение о мирном урегулировании с ФНОФМ, ARENA находился у власти в течение 20 лет.
Изменение ситуации в Сальвадоре, в Центральноамериканском регионе и в мире в целом дезактуализировало радикальный антикоммунизм Роберто д’Обюссона. С конца 1980-х основатель ARENA отошёл на второй план. Он оставался почётным председателем партии, но заметно снизил свою политическую активность.
Роберто д’Обюссон скончался в феврале 1992 года от тяжёлой болезни в возрасте 47 лет. Его кончина наступила через 19 дней после вступления в силу соглашения о прекращении огня и фактического завершения гражданской войны. Похороны Роберто д’Обюссона организовывал Фернандо Сагрера.
В январе 1992, незадолго до смерти, д’Обюссон в последний раз выступил на собрании ARENA. Он призвал готовиться противостоять ФНОФМ не на поле боя, а в мирной политической борьбе, в условиях демократической системы. Иностранные обозреватели расценили это заявление как «радикальный сдвиг» в его позиции.

## Различия в оценках
Роберто д’Обюссон официально не был осуждён ни по одному из обвинений в терроризме, убийствах и военных преступлениях. Сам он такие обвинения категорически отвергал, называя «клеветой коммунистов и ЦРУ». Однако его деятельность обычно расценивается именно в этом контексте.
Специальная Комиссия ООН по установлению истины в Сальвадоре и Межамериканская комиссия по правам человека определили д’Обюссона как ответственного за убийство архиепископа Ромеро и ряд других актов насилия. Левая и либеральная общественность причисляет его к «самым зловещим фигурам в истории Сальвадора». Противники д’Обюссона характеризовали его как фашиста, ставили в один ряд с Гитлером, Сталиным и Пол Потом.
В СССР Роберто д’Обюссон рассматривался как олицетворение самой оголтелой реакции и кровавой контрреволюции. В официальных сообщениях он характеризовался как «махровый реакционер и убийца». Даже сатирический журнал Крокодил посвятил д’Обюссону объёмный очерк: «…не вздумайте приходить в посольство с хлыстом и предупредите лейтенанта, чтобы он не вваливался к вам при дипломатах за разрешением приступить к очередному расстрелу!».
В современном Сальвадоре оценки Роберто д’Обюссона не являются столь однозначными. Обычно он рассматривается как «политик спорный, любимый и ненавистный». Влиятельная партия Националистический республиканский альянс сохраняет верность своему основателю, считает его «спасителем Сальвадора от марксистского тоталитаризма» и имеет в этом немало сторонников. Альфредо Кристиани называл достижение мира и демократии в Сальвадоре заслугой д’Обюссона и отмечал, что значительная часть населения страны относится к нему с уважением. Глория Сальгеро Гросс подчёркивала лидерские качества и личное бескорыстие д’Обюссона.
Принципы д’Обюссона называют основой партии председатели ARENA Маурисио Интерьяно, Густаво Лопес Дэвидсон, кандидат на пост президента Карлос Кальеха. Видный деятель АРЕНА Родриго Авила, дважды занимавший пост начальника сальвадорской полиции, сверяет свои действия с предполагаемой оценкой покойного майора. Звучат призывы использовать опыт д’Обюссона и его «эскадронов» в борьбе против оргпреступности. Фернандо Сагрера категорически отрицает причастность майора к убийству архиепископа Ромеро.
В сан-сальвадорской штаб-квартире АРЕНА установлена статуя д’Обюссона. Ежегодно партийное руководство собирается у могилы майора в дни его рождения и кончины. 21 июня 2006 года при участии президента Антонио Саки именем д’Обюссона была названа площадь в городе Антиго-Кускатлан, там же установлен монумент.
27 января 2017 мемориальная доска в честь Роберто д’Обюссона была установлена в его родном городе Санта-Текла (администрацию которого возглавляет сын майора). Установка доски вызвала конфликт с муниципальными властями испанской города Сарагосы, логотип которой содержится на доске в силу сотрудничества двух городов. Администрация Сарагосы, возглавляемая левым политиком Педро Сантистеве, потребовала удалить логотип. Роберто д’Обюссон-младший проигнорировал это требование, ещё раз назвав своего отца сторонником мира и демократии.
Роберто д’Обюссон выведен как персонаж в фильме Оливера Стоуна Сальвадор в образе «майора Макса».

## Семья
Роберто д’Обюссон был дважды женат. В первом браке c Йоландой Мунгия Араухо имел двух сыновей и двух дочерей. Йоланда д’Обюссон являлась политической единомышленницей и соратницей мужа. Активна в АРЕНА была его вторая жена Марта Луз Ангуло.
Роберто д’Обюссон-младший является алькальдом (мэром) Санта-Теклы, известным политиком ARENA. Эдуардо д’Обюссон представлял ARENA в Центральноамериканском парламенте и был убит в Гватемале при невыясненных обстоятельствах 19 февраля 2007 года.
Мариса д’Обюссон де Мартинес — младшая сестра Роберто д’Обюссона — общественная деятельница, правозащитница и социальный работник. Всю жизнь она придерживается левокатолических убеждений, архиепископ Ромеро был и остаётся её кумиром. Духовное противостояние и многолетний конфликт между братом и сестрой ярко отразили трагедию гражданской войны. С 1999 Мариса Мартинес возглавляет общественную организацию Фонд Ромеро.

## Личность
Даже политические противники признавали и признают за майором д’Обюссоном твёрдость убеждений и личную честность.

Роберто д’Обюссон принадлежал к идеологическому типу личности. Он не интересовался деньгами, коррупция в ARENA появилась позже. В США были планы подкупить его, дать один-два миллиона долларов и отправить жить в Майами. Но он никогда не согласился бы.

Терри Карл

Даже близкие люди отмечали и отмечают крайнюю жестокость майора д’Обюссона и предельный догматизм его взглядов.

Он был сформирован для Холодной войны и подчинён своей вере. Все мы были для него коммунистами. Все, кроме военных и предпринимателей. Переубедить Роберто было невозможно — всё равно, что говорить со стеной… Но в глубине души я верила, что меня Роберто не убьёт.

Мариса Мартинес